# Unubo
UnuboはPaaSサービスの1つであり、サービスを提供する同名の企業でもある。

## 概要
2020年3月現在、無料で使用可能なプランのみ提供されており、1GB RAM・1CPU・500MBストレージが各ユーザーごとに提供される。リージョンはアジア・ヨーロッパ・アメリカ合衆国の3種類から選択可能であり、クライアントに近接した場所でアプリケーションなどを動作させることが可能である。様々な言語及び環境に対応しており、初期段階では[ユーザー名].unubo.appが提供されるがユーザーが取得したドメインの利用も可能である。Herokuなどと同様にGitHubからのデプロイに対応している。
同社CEOであるLeandro Thomasのツイートによると、Unuboという名前はエスペラントで「雲を統一する」という意味の「Unuigi Nubo」の略称とされている。
2020年5月13日、UnuboはTwitter上においてサービスのシャットダウンを発表した。

## 対応環境
対応状況は公式ドキュメントによる。

### Webアプリケーション
- Go
- Node.js
- Python
- Ruby
- 静的ホスティング

### サーバーレス環境
- C#
- Go
- Node.js
- PHP
- Python
- Ruby

### データベース管理システム
- MariaDB
- PostgreSQL
- Redis

### サービス
- Hasura
- metabase
- phpMyAdmin

### ブログ作成ツール
- ghost

## Nubo
NuboはUnuboが開発を進めるコンテンツ管理システムであり、「WordPressを現代化したもの」としている。